# John Felton
John Felton (Irlanda, c. 1595 - 29 de novembro de 1628) foi um puritano irlandês reconhecido como assassino de George Villiers, 1.° Duque de Buckingham.

## Biografia
Tenente do exército inglês enviado em auxílio ao sitiados no Cerco de La Rochelle em 1628, ele assassina o Duque de Buckingham no momento em que a frota ia partir da Inglaterra. Longe de se subtrair ao suplício, Felton o enfrentou com fanatismo. Foi torturado no cavalete e enforcado em 29 de novembro de 1628.

## Personagem de romance
Em "Os Três Mosqueteiros", de Alexandre Dumas, Milady de Winter seduz John Felton e é ela quem o persuade a matar o Duque de Buckingham.